# Sakata
Sakata (酒田市?) è una città giapponese della prefettura di Yamagata. Sakata si affaccia sul Mar del Giappone insieme alla foce del fiume che la attraversa, il fiume Mogami 最上川.
Il 30 ottobre 1976 venne quasi del tutto distrutta da un incendio.
Nel 2008 vi sono state girate alcune scene del film Departures, vincitore del premio Oscar come miglior film in lingua straniera nel 2009.